# 조복래
조복래(趙福來, 1986년 7월 18일 ~ )는 대한민국의 배우이다.

## 학력
- 혜광고등학교 졸업
- 서울예술대학 연극과

## 연기 활동

### 영화
- 《소원》 (2013년) - 코코몽 알바 2 역
- 《하룻밤》 (2013년) - 용우 역
- 《몬스터》 (2014년) - 시골순경 역
- 《하이힐》 (2014년) - 사내 2 역
- 《원 나잇 온리》 (2014년) - 용우 역
- 《명량》 (2014년) - 오상구 역
- 《우리는 형제입니다》 (2014년) - 소매치기 형 역
- 《쎄시봉》 (2015년) - 송창식 역
- 《차이나타운》 (2015년) - 탁 역
- 《소수의견》 (2015년) - 조구환의 검사 역
- 《탐정: 더 비기닝》 (2015년) - 이유노 역
- 《극적인 하룻밤》  (2015년) - 덕래 역
- 《범죄의 여왕》 (2016년) - 개태 역
- 《혼숨》 (2016년) - 박PD 역
- 《은하》 (2017년) - 정태하 역
- 《궁합》 (2018년) - 이개시 역
- 《명당》 (2018년) - 뻐꾸기 역
- 《도어락》 (2018년) - 김기정 역
- 《예수보다 낯선》 (2019년) - 예수 역
- 《미지의 왈츠》 (2019년) - 제이 역 (단편)
- 《조제》 (2020년) - 철호 역
- 《언택트》 (2020년) - 해영 역
- 《애타게 찾던 그대》 (2021년) - 준범 역 (단편)

### 드라마
- 2015년 SBS 드라마스페셜 《용팔이》 - 박태용 역
- 2016년 OCN 일요드라마 《뱀파이어 탐정》 - 강태우 역
- 2016년 SBS 드라마스페셜 《딴따라》 - 조성현 역
- 2019년 MBC 주말특별기획 《이몽》 - 김남옥 역
- 2019년 JTBC 월화드라마 《보좌관 - 세상을 움직이는 사람들 시즌2》 - 양종열 역
- 2020년 TV조선 토일드라마 《바람과 구름과 비》 - 용팔룡 역
- 2021년 KBS2 월화드라마 《달이 뜨는 강》
- 2021년 tvN 월화드라마 《나빌레라》 - 성관 역
- 2021년 MBC 수목드라마 《미치지 않고서야》 - 한승기 역
- 2021년 MBC 금토드라마 《검은 태양》 - 김동욱 역
- 2021년 tvN 수목드라마 《홈타운》 - 이시정 역
- 2021년 SBS 월화드라마 《그 해 우리는》 - 박동일 역
- 2022년 KBS2 월화드라마 《법대로 사랑하라》 - 조 씨 역
- 2022년 Disney+ 오리지널 드라마 《커넥트》 - 김 씨 역
- 2023년 JTBC 토일드라마 《대행사》 - 강한수 역
- 2023년 JTBC 수목드라마 《기적의 형제》 - 정용대 역
- 2023년 Disney+ 오리지널 드라마 《무빙》 - 박찬일 역
- 2023년 MBC 금토드라마 《열녀박씨 계약결혼뎐》 - 홍성표 역
- 2024년 KBS2 주말드라마 《다리미 패밀리》 - 남기둥 역
- 2025년 MBC 금토드라마 《언더커버 하이스쿨》 - 고영훈 역

### 연극
- 《서툰 사람들》 - 장덕배 역
- 《리턴 투 햄릿》 - 도식 역
- 《템페스트》
- 《북청사자야 놀자》
- 《하회마을》
- 《춘풍의 처+분장실》
- 《로미오와 줄리엣》
- 《내 사랑 DMZ》

### 뮤지컬
- 《그 여름, 동물원》 - 그 친구 역
- 《디셈버》 - 앙상블 역
- 《아버지의 노래》

## 음반
- 《쎄시봉 OST》 (2015년)
- 《딴따라 OST Part 8》 (2016년)

## 수상 및 후보
| 연도 | 시상식              | 부문                     | 작품   | 결과 |
| ---- | ------------------- | ------------------------ | ------ | ---- |
| 2015 | 제51회 백상예술대상 | 영화부문 남자 신인연기상 | 쎄시봉 | 후보 |